# Quemperi
Quemperi, jedna od lokalnih skupina Huaorani Indijanaca, porodica Sabelan, nastanjena u kišnoj šumi sjeverno od srednjg toka rijeke río Nashiño i južno od rio Cononaco u kantonu Aguarico u Ekvadoru. Nomadski lovci, poglavito na majmune i ptice. Brojno stanje im je 1990. iznislo 16. Susjedne su im skupine u kantonu Aguarico Gazarcocha, Mima i Carahue.

## Vanjske poveznice
- The Huaorani